# ديوغو بينتو
ديوغو بينتو (بالبرتغالية: Diogo Costa Pinto‏) هو لاعب كرة قدم برتغالي في مركز الوسط، ولد في 29 يونيو 1999 في تومار في البرتغال. لعب مع S.L. Benfica B ‏.

## وصلات خارجية
- ديوغو بينتو على موقع الاتحاد الأوربي (الإنجليزية)
- ديوغو بينتو على موقع قاعدة بيانات كرة القدم.إي يو (الإنجليزية)
- ديوغو بينتو على موقع Soccerway.com (الإنجليزية)
- ديوغو بينتو على موقع عالم كرة القدم.نت (الإنجليزية)